# Hardlife Zvirekwi
Hardlife Zvirekwi (ur. 5 maja 1987 w Fort Charter) – zimbabwejski piłkarz występujący na pozycji obrońcy.
Hardlife Zvirekwi kariere rozpoczynał w klubie Gunners FC. W 2009 roku został z nim mistrzem kraju. W 2012 przeszedł do CAPS United, z którym w 2016 roku wywalczył mistrzostwo Zimbabwe. W tym samym sezonie został wybrany najlepszym piłkarzem ligi. Wcześniej Zvirekwi grał w Gunners Harare i w 2009 roku zdobył z tym klubem mistrzostwo Zimbabwe.
W reprezentacji Zimbabwe zadebiutował 6 lutego 2013 w wygranym 2:1 meczu towarzyskim z Botswaną. Został powołany na Puchar Narodów Afryki 2017. Zvirekwi zagrał we wszystkich trzech meczach, a Zimbabwe zakończyło turniej na ostatnim miejscu w grupie. W kadrze narodowej rozegrał 38 meczów.